# Șepreuș
Șepreuș – wieś w Rumunii, w okręgu Arad, w gminie Șepreuș. W 2011 roku liczyła 2481 mieszkańców. 